# 天津市妇女联合会
天津市妇女联合会，简称天津市妇联，是中华人民共和国天津市妇女儿童工作者组成的人民团体，是中华全国妇女联合会的地方组织，接受中国共产党天津市委员会的领导。其最高权力机构是天津市妇女代表大会。其主要职责是代表和维护妇女权益，促进男女平等。

## 历史沿革
1949年1月平津战役结束后，中共天津市委开始筹备妇女工作委员会。1949年3月8日，召开天津市各界妇女代表会议暨纪念“三八”国际劳动妇女节大会，选举产生天津市民主妇女联合会筹备委员会。
1949年11月5日至7日，召开天津市第一次妇女代表大会，会选举产生天津市民主妇女联合会第一届执行委员会，标志着天津市民主妇女联合会的正式成立。1957年，根据新通过的《中华人民共和国妇女联合会章程》，天津市民主妇女联合会改称天津市妇女联合会。文化大革命期间，天津各级妇联组织被迫停止工作。1973年初，开始恢复妇联工作。1973年6月27日至7月1日，召开天津市第六次妇女代表大会。同年7月10日，天津市妇女联合会（妇会字[1973]1号）文件通知，自7月15日起，启用“天津市妇女联合会”和“天津市妇女联合会办公室”印章。
2013年8月5日，天津市妇联开通新浪微博和腾讯微博。

## 组织机构
工作部门
- 办公室
- 组织部
- 宣传部
- 发展部
- 权益部（信访处）
- 家庭与儿童工作部
- 机关党委

下属单位
- 天津市妇女儿童发展基金会
- 天津妇女创业中心
- 天津市妇女活动中心
- 《女士》杂志社

## 历任领导
天津市妇女代表大会选举产生天津市妇女联合会执行委员会。执行委员会选举产生常务委员会委员若干人，组成常务委员会。常务委员会选举主席1人、副主席若干人。常务委员会是执行委员会闭会期间的领导机构。

### 第一届
- 任期：1949年11月－1952年8月
- 主席：罗云
- 副主席：丁一（兼）、俞霭峰（兼）、綦秀蕙（兼）

### 第二届
- 任期：1952年9月－1956年2月
- 主席：罗云
- 副主席：丁一（兼）、俞霭峰（兼）、綦秀蕙（兼）、李兆珍（兼）、徐光

### 第三届
- 任期：1956年3月－1959年10月
- 主席：许明
- 副主席：徐光、刘金、任君（兼）、俞霭峰（兼）、綦秀蕙（兼）、李兆珍（兼）

### 第四届
- 任期：1959年11月－1964年4月
- 主席：徐光
- 副主席：刘金（1960年4月卸任）、郑森、孟士光、荣建民（1961年7月卸任）、任君（兼）、綦秀蕙（兼）、李兆珍（兼）、汤言英（兼）、张化四（1961年11月增补）

### 第五届
- 任期：1964年5月－1966年5月
- 主席：徐光
- 副主席：张化四、郑森（1965年12月卸任）、孟士光、任君（兼）、林枫（兼）、綦秀蕙（兼）、汤言英（兼）、李兆珍（兼）、邹仪新（兼）

### 第六届
- 任期：1973年6月－1983年7月
- 主任：蔡树梅 → 张敬宽（1978年9月任）
- 副主任：邵清华（1978年9月卸任）、巴木兰（1978年9月卸任）、韩延、高清琴、杨桂云（1978年9月卸任）、王武敬（1973年12月－1975年1月）、赵广玲（1975年1月－1978年9月）、张化四（1978年9月任）

### 第七届
- 任期：1983年8月－1988年9月
- 主任：卢奋燕（1986年10月卸任） → 高清琴（1986年11月当选）
- 副主任：高清琴、李真、赵艳珍（1987年3月卸任）、孙琴仙、陈以毅（兼）、严隽洁（兼）、王桂贤（1988年7月任）、曹秀荣（1988年9月任）

### 第八届
- 任期：1988年10月－1993年9月
- 主任：曹秀荣
- 副主任：王桂贤、孙琴仙（1991年7月卸任）、孙湘竹、王之球

### 第九届
- 任期：1993年10月－1998年9月
- 主席：曹秀荣 → 王之球（1996年7月当选）
- 副主席：王桂贤、孙湘竹、王之球、董维玲、马德香（1996年7月增补）、田玲（1996年7月增补）、张丽娟（1998年9月当选）、赵洪莉（1998年9月当选）、王怀英（1998年9月当选）

### 第十届
- 任期：1998年10月－2003年9月
- 主席：王之球
- 副主席：王桂贤、董维玲、张丽娟、赵洪莉（2001年10月卸任）、王怀英、吕福玲（2003年1月增补）、程兰书（2003年1月增补）

### 第十一届
- 任期：2003年10月－2008年10月
- 主席：王之球 → 朱丽萍（2007年3月当选）
- 副主席：董维玲、张丽娟（2007年5月卸任）、王怀英、吕福玲、程兰书、戴蕴（2008年10月当选）、张红（2008年10月当选）、程树梅（2008年10月当选）

### 第十二届
- 任期：2008年11月－2013年7月
- 主席：朱丽萍 → 戴蕴（2013年7月12日当选[5]）
- 副主席：吕福玲、程兰书、戴蕴、张红、程树梅

### 第十三届
- 任期：2013年8月－2018年8月
- 主席：戴蕴
- 副主席：张红、程树梅、周路、闫英霞、梁春早

### 第十四届
- 任期：2018年9月－
- 主席：戴蕴 → 魏继红（2020年6月23日当选[6]）
- 副主席：林洁、梁春早（2018年12月卸任）、王丹萍（2018年9月当选兼职，2019年5月任全职）、贾雪娜